# Guerra romano-parta de 195–198
Guerra romano-parta de 195–198, também chamada de Campanha parta de Sétimo Severo, foi uma guerra entre o Império Romano e o Império Parta liderada pelo imperador romano Sétimo Severo, que ocupou Selêucia e Babilônia e saqueou Ctesifonte em 197. Estas guerras levaram à anexação da Alta Mesopotâmia, inclusive as áreas à volta de Nísibis (moderna Nusaybin) e Singara. Em 202, a paz foi assinada e o Império Parta recuperou o controle sobre toda a Mesopotâmia. Sétimo Severo emulou Trajano e recriou a província da Mesopotâmia, com capital em Nísibis. Porém, ao contrário da província de Trajano, que abrangia toda a Mesopotâmia ocupada pelos romanos entre os rios Tigre e Eufrates, a nova província estava limitada pela província de Osroena ao sul, os dois rios ao norte e o rio Caboras (moderno rio Cabur) ao leste.
Sétimo Severo formou três novas legiões para esta campanha, a I Parthica, II Parthica e a III Parthica. Estavam provavelmente presentes também a XIV Gemina, III Gallica, II Italica, I Italica e a XI Claudia.